# Bonnie Bonnie Lassie
Bonnie Bonnie Lassie è un film muto del 1919 diretto da Tod Browning.

## Trama
Dall'America, Alisa Graeme si reca in Europa dove, in Scozia, va a fare visita a Jeremiah Wishart, un vecchio amico di suo nonno. Wishart, ricco gentiluomo, è favorevolmente impressionato dalla ragazza, tanto da pensare di combinare un matrimonio tra lei e suo nipote David. Ma David non è per niente d'accordo: senza aver mai incontrato Alisa, lascia la casa e se ne va. Wishart propone alla ragazza un altro dei suoi nipoti ma lei decide di andarsene. Incontra così un giovane pittore che viaggia per il paese. I due si mettono insieme, dipingendo cartelloni e innamorandosi l'uno dell'altra. Ma il pittore dichiara che non si sposerà se non quando riuscirà a mettere insieme del denaro. Alisa, allora, lo lascia arrabbiata e ritorna da Jeremiah. Dalla sua sedia a rotelle, l'anziano signore vede sulla strada suo nipote che sta dipingendo un cartellone e una ragazza che arriva ad aiutarlo. Jeremiah è furibondo con David ma poi si ammorbidisce quando riconosce nella ragazza proprio Alisa. I due giovani si rendono allora conto dell'identità del proprio compagno e il progetto matrimoniale di Jeremiah può andare finalmente in porto.

## Produzione
Il film fu prodotto dall'Universal Film Manufacturing Company con il titolo di lavorazione Auld Jeremiah.

## Distribuzione
Distribuito dall'Universal Film Manufacturing Company, uscì nelle sale cinematografiche USA il 5 ottobre 1919.